# Sands of Time (album Black Majesty)
Sands of Time – pierwszy pełnowymiarowy album (LP) australijskiego zespołu power metalowego Black Majesty. Muzyka na nim zaprezentowana to szybki, melodyjny metal, posiadający również elementy metalu progresywnego.

## Lista utworów
1. „Fall Of The Reich” – 5:16
2. „Legacy” – 4:16
3. „Guardian” – 6:57
4. „Sands Of Time” – 5:40
5. „Destination” (instrumentalny) – 1:13
6. „Journey's End” – 6:23
7. „Colliding Worlds” – 5:12
8. „No Sanctuary” – 6:44
9. „Beyond Reality” – 8:19
10. „Lady Of The Lake” – 5:24

Utwory 1 - 4, 6 i 10 napisał Black Majesty, utwory 5, 7 - 9 napisali Black Majesty i Cory Betts

## Twórcy
- John Cavaliere – śpiew
- Stevie Janewski – gitara
- Hanny Mohamed – gitara
- Pavel Konvalinka – perkusja
- Evan Harris (Eyefear[2]) – gitara basowa w utworach "Fall Of The Reich", "Legacy", "Guardian", "Sands Of Time", "Destination", "Journey's End"
- Cory Betts (Pegazus[3]) – gitara basowa w utworach "Colliding Worlds", "No Sanctuary", "Beyond Reality"
- Danny Cecati (Eyefear) – wokal w "No Sanctuary"
- Silvio Massaro (Vanishing Point[4]) – wokal w "Sands Of Time" i wokal wspierający w "Journey's End"
- Pep Samartino – instrumenty klawiszowe i wokal wspierający w "No Sanctuary" i "Beyond Reality"
- Jason Old – wokal wspierający w utworach "Fall Of The Reich", "Legacy", "Guardian"
- Endel Rivers – instrumenty klawiszowe "Guardian", "Sands Of Time", "Journey's End", "Colliding Worlds"
- Jayden Middleton – śmiech dziecka w "Legacy"
- Endel Rivers – inżynieria, miksowanie, mastering, produkcja
- Dirk Illing – okładka[5]
- Allen Moore – zdjęcia